# Казимир II Белзский
Казимир II Белзский  (пол. Kazimierz II Bełski (Kazimierz);(1396/1407 — 15 сентября 1442) — князь плоцкий (1426—1434), белзский (1426—1442), равский (1426—1434) и визненский (1426—1434), второй сын мазовецкого князя Земовита IV и Александры Ольгердовны. Представитель Мазовецкой линии Пястов.

## Биография
В детстве и юности Казимир воспитывался при дворах великого князя литовского Витовта и польского короля Владислава Ягелло. В ноябре 1425 года Казимир вместе со своим старшим братом Земовитом прибыли в Брест-Литовский, где принесли ленную присягу на верность польскому королю Владиславу Ягелло.
В январе 1426 года после смерти князя плоцкого, равского, визненского и белзского Земовита IV, его сыновья Земовит V, Казимир II, Тройден II и Владислав I унаследовали отцовские владения (Плоцк, Раву, Гостынин, Сохачев, Белз, Плоньск, Завкржу и Визну).
В 1430 году мазовецкий князь Казимир со своими братьями в Сандомире принес вассальную присягу на верность польскому королю Владиславу Ягелло. В 1431 году Казимир вместе со своими братьями участвовали в войне короля Владислава Ягелло со своим младшим братом, великим князем литовским Свидригайло. В июле 1434 года мазовецкие князья Казимир Белзский и Земовит Равский приехали в Краков, где присутствовали при коронации нового польского короля Владислава III, старшего сына и наследника Владислава Ягелло.
В августе 1434 года после окончательного раздела отцовских владений между братьями Казимир получил в удельное владение Белзскую землю, на границе Польши и Великого княжества Литовского. В 1440 году князь Казимир белзкий участвовал в поездке польского королевича Казимира Ягеллончика в Вильно, где он был избран великим князем литовским.

## Семья
В июне 1442 года князь Казимир Белзский женился на Маргарите Шамотульской (ум. 1464), дочери каштеляна мендзыжецкого и старосты русского Винцентия из Шамотул, от брака с которой потомства не оставил.